# Java bytecode
Java bajt-kôd (en. Java bytecode) je skup instrukcija koje izvršava Javina Virtualna Mašina. Svaka instrukcija bajt-kôda je dužine jednog bajta, čemu duguje svoje ime, te je broj instrukcija ograničen na 256. Nisu svi mogući bajt-kôdovi u upotrebi, šta više Sun Microsystems, gde je Java programski jezik stvoren, su zauvek namenili određene vrednosti da ne budu korišćene u Javinoj Virtualnoj Mašini niti u bilo kojoj komponenti Java Runtime sredine.

## Relacija sa Javom
Java programer ne mora poznavati bajt-kôd da bi pisao/pisala Java programe. Međutim, kao i sa C-om i C++-em gde je poznavanje asemblera dobrodošlo, tako i u Javi poznavanje bajt-kôda daje prednost programeru.